# Darmstadt Hauptbahnhof
Darmstadt Hauptbahnhof egy vasúti főpályaudvar Hessen tartományban, Németországban Darmstadt városban. Az állomás 1912-ben nyílt meg, Friedrich Pützer építész tervei alapján Art nouveau stílusban. Napjainkban a pályaudvar 11 vágányára naponta 220 vonat érkezik, melyek 30 ezer utast szállítanak el.
2010-ben az Allianz pro Schiene nonprofit szervezet az év vasútállomásának választotta.
Forgalma alapján a Német vasútállomás-kategóriák közül a másodikba tartozik.

## Vasútvonalak
- Odenwald-vasútvonal (KBS 641)
- Main-Neckar-vasútvonal (KBS 650)
- Rhine-Main-vasútvonal (KBS 651)
- Goddelau-vasútvonal 1970-ig

## Forgalom

### Távolsági
| ICE 41                                                                       | Darmstadt – Frankfurt – Frankfurt Airport – Köln Messe/Deutz – Düsseldorf – Duisburg – Essen – Dortmund – Paderborn – Kassel-Wilhelmshöhe – Fulda – Würzburg – Nuremberg – München | Napi egy pár (*) |
| IC 26                                                                        | Stralsund – Hamburg – Kassel-Wilhelmshöhe – Gießen – Frankfurt (– Darmstadt – Heidelberg – Karlsruhe                                                                               | Kétóránként      |
| ICE 50 IC 50                                                                 | Dresden – Leipzig – Erfurt – Fulda – Frankfurt – Darmstadt – Mannheim – Kaiserslautern – Saarbrücken                                                                               | Napi egy pár     |
| IC 62                                                                        | Frankfurt – Darmstadt – Stuttgart – München – Salzburg | Kétóránként      |
| IC 87                                                                        | Frankfurt – Darmstadt – Stuttgart – Zürich | Napi egy pár     |
| * Ennek a reggeli vonatnak eltér az útvonala a szokásostól (Lásd még: IC 62) | |                  |

### Regionális forgalom
| Járat | Útvonal |
| ----- | --- |
| RE 60 | Frankfurt – Darmstadt – Bensheim – Heppenheim (Bergstr) – Weinheim (Bergstr) – Mannheim                                                                |
| RE 65 | Darmstadt – Darmstadt Nord – Reinheim (Odenw) – Groß-Umstadt Wiebelsbach – Erbach (Odenw)                                                              |
| SE 60 | Frankfurt (Main) – Darmstadt – Bensheim – Heppenheim (Bergstr) – Weinheim (Bergstr) – Heidelberg                                                       |
| RB 65 | Darmstadt – Darmstadt Nord – Reinheim (Odenw) – Groß-Umstadt Wiebelsbach – Erbach (Odenw) – Eberbach                                                   |
| RB 66 | Darmstadt – Darmstadt-Eberstadt – Pfungstadt |
| RB 75 | Wiesbaden – Mainz – Groß Gerau – Darmstadt – Dieburg – Babenhausen (Hess) – Aschaffenburg                                                              |
| S3    | Bad Soden (Taunus) – Frankfurt-Rödelheim – Frankfurt (Main) West – Frankfurt Hbf (underground) – Frankfurt (Main) Süd – Langen (Hess) – Darmstadt      |
| S4    | Kronberg (Taunus) – Frankfurt-Rödelheim – Frankfurt (Main) West – Frankfurt Hbf (underground) – Frankfurt (Main) Süd – Langen (Hess) (– Darmstadt Hbf) |